# Martina Kehrenberg
Martina Kehrenberg (Wuppertal, 30 dicembre 1966) è un'ex cestista tedesca.

## Carriera
Con la Germania ha disputato i Campionati mondiali del 1998 e tre edizioni dei Campionati europei (1995, 1997, 1999).